# Sadjoavato
Sadjoavato est une ville et une commune rurale(Kaominina), du nord de Madagascar, dans la province de Diego-Suarez. Dans le District d'Antsiranana II. Situé à 52 kilomètres Sud d'Antsiranana, sur la RN6 vers Ambilobe.

## Histoire
Sadjoavato(Sadjoa signifie La cruche et vato = pierre).
Donc, Sadjoavato signifie "La cruche en pierre". Selon la légende, il existe une cruche naturelle et en pierre. Elle n'est visible que quand on arrive à lacer une pièce de monnaie dedans.
Il y en a même deux dans cette région : "Sadjoavato be" et "Sadjoavato hely", respectivement Le grand sadjoavato et Le petit Sadjoavato. Le petit se trouve sur la route d'Ankarongana ou Irodo(se prononce iroud'),un peu plus loin vers l'Est à partir de la commune de Sadjoavato.
Le Sadjoavato hely est plus proche de la commune de Sadjoavato que le Grand Sadjoavato.
Le sport préféré des villageois est le morengy (une lutte traditionnelle), nombreux fanôrolahy (combattant au morengy) sont originaires de Sadjoavato.

## Administration
Sadjoavato est une commune rurale du district d'Antsiranana II, située dans la région de Diana, dans la province de Diego-Suarez, à 52 km de Diégo-suarez sur la route d'Ambilobé.

## Économie

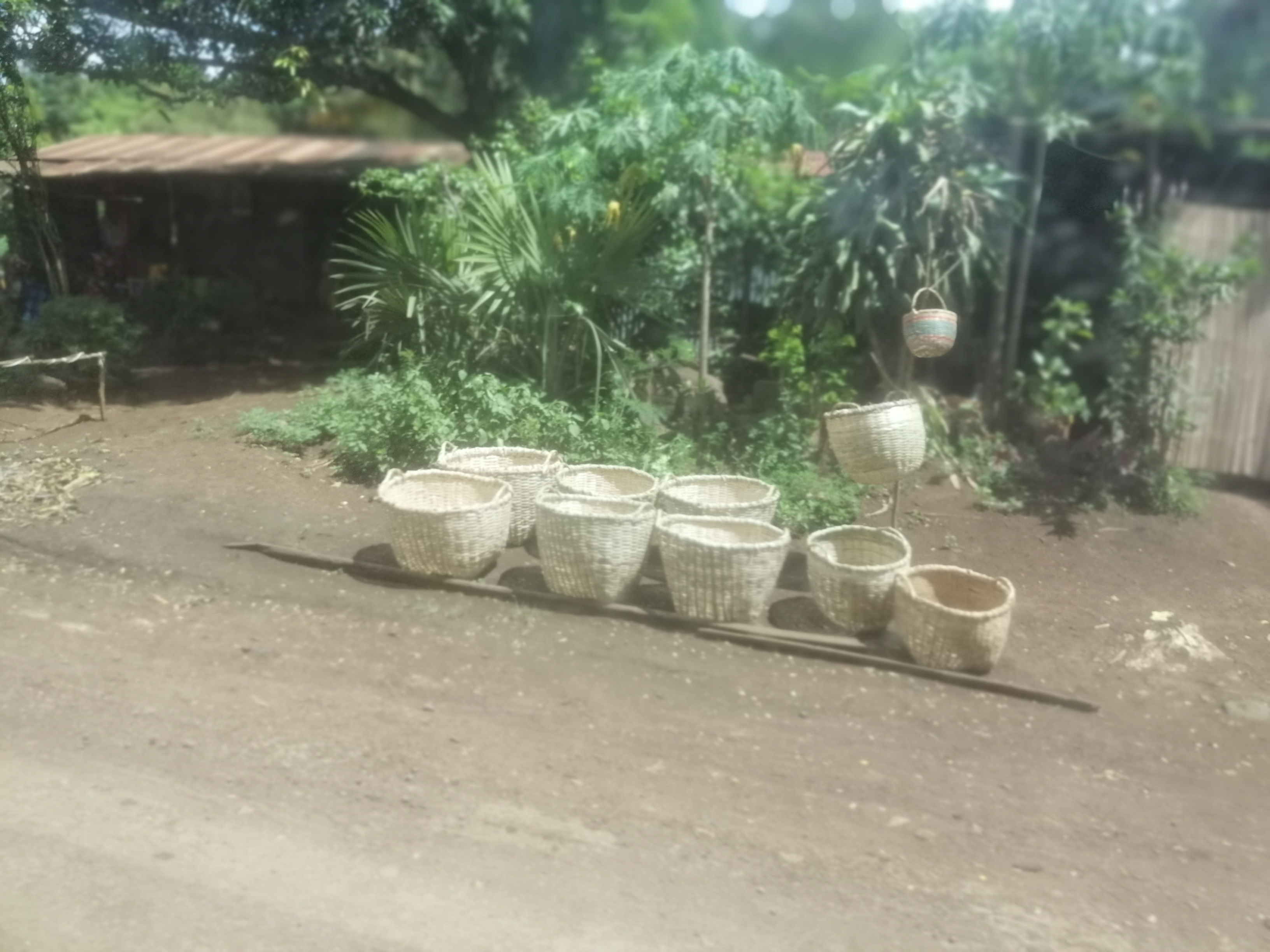
Panier en bambou de Sadjoavato-Antsiranana II Madagascar

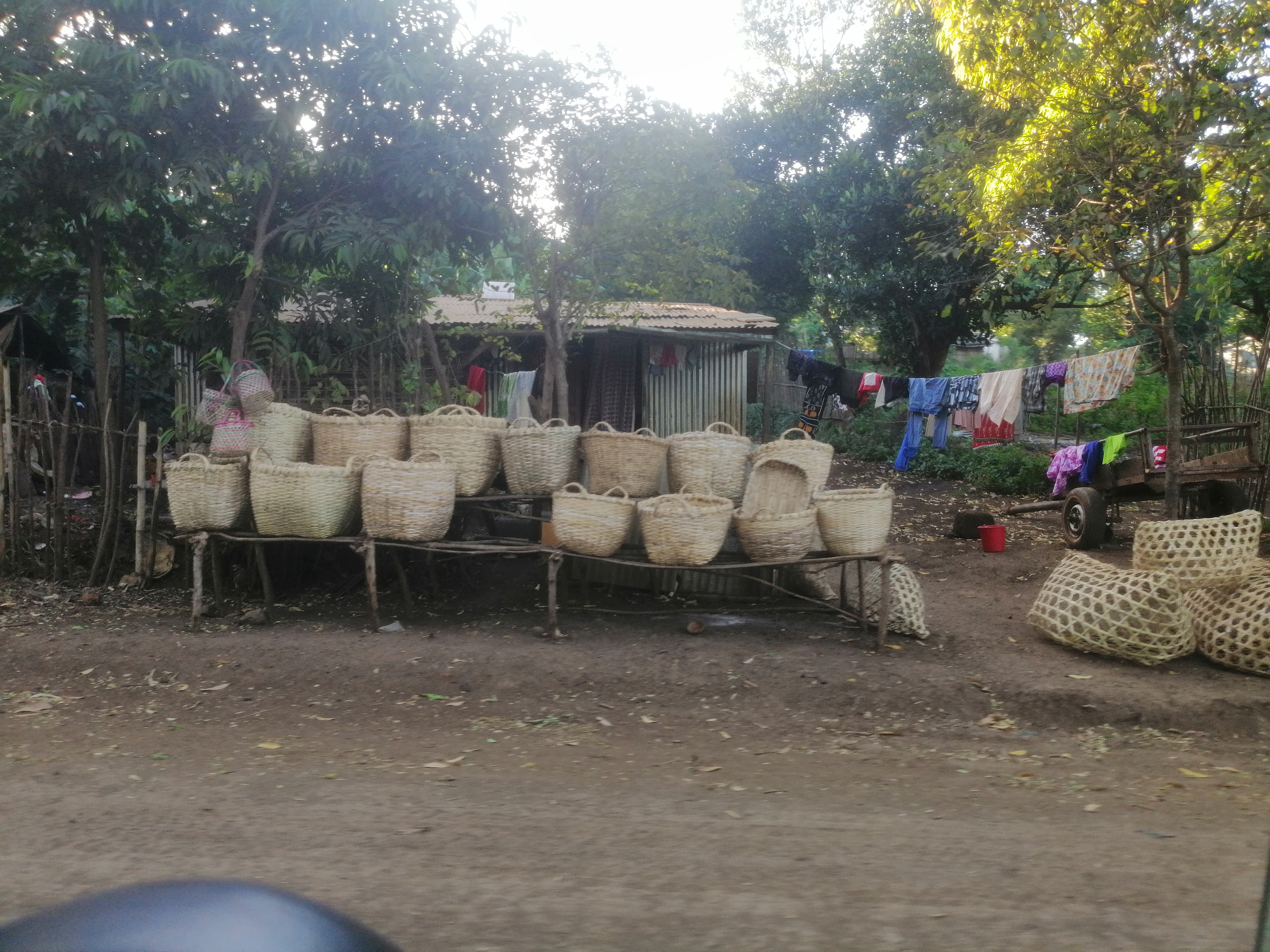
stand de panier en Bambou à Sadjoavato

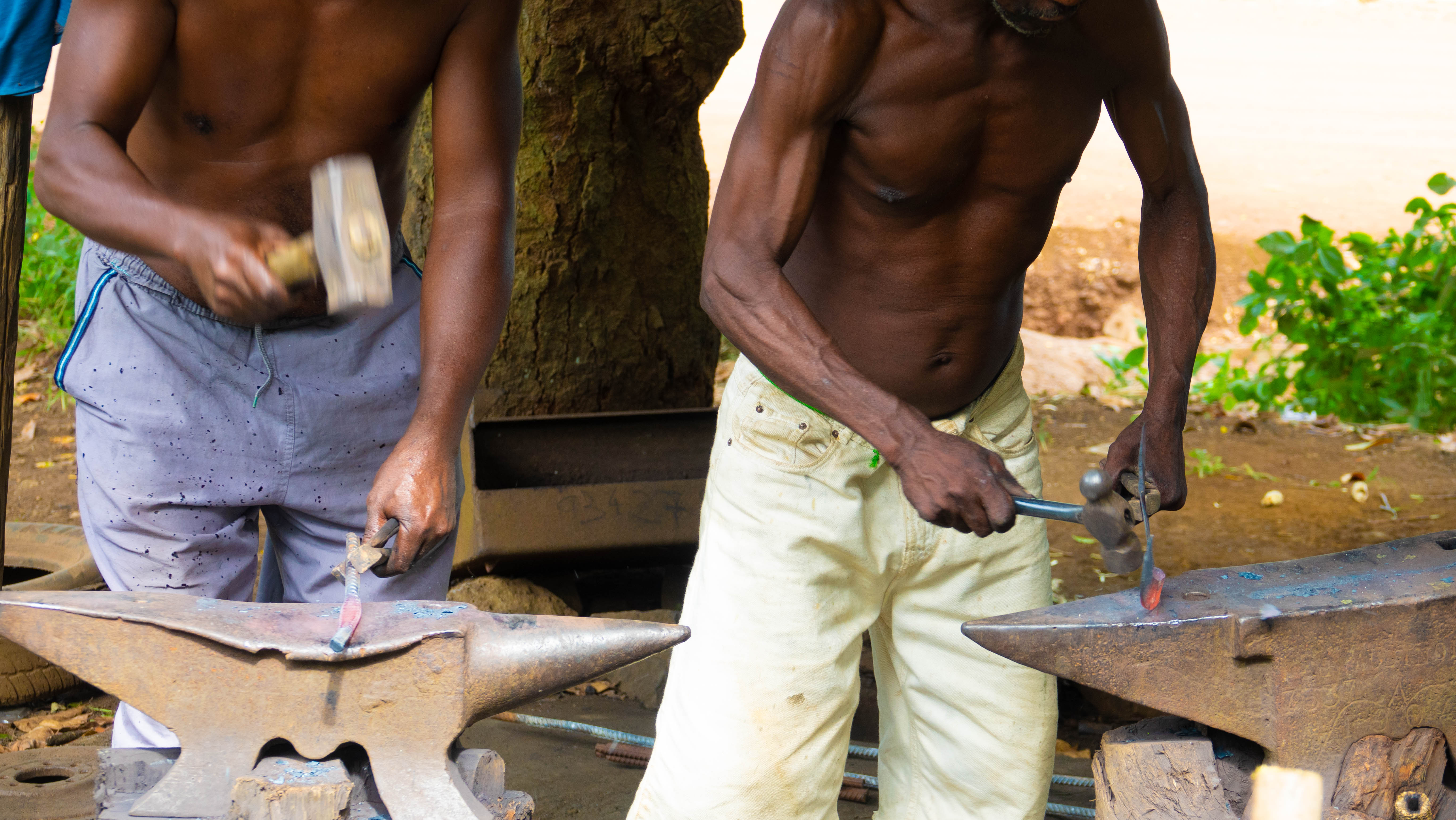
forgeron de sadjoavato

Dans la Commune rurale de Sadjoavato, on trouve des exploitations de maïs, de manioc, du riz, des légumes ainsi que des rizières.
Sadjoavato est connu par son artisanat locale :fabrication des paniers en bambou, 

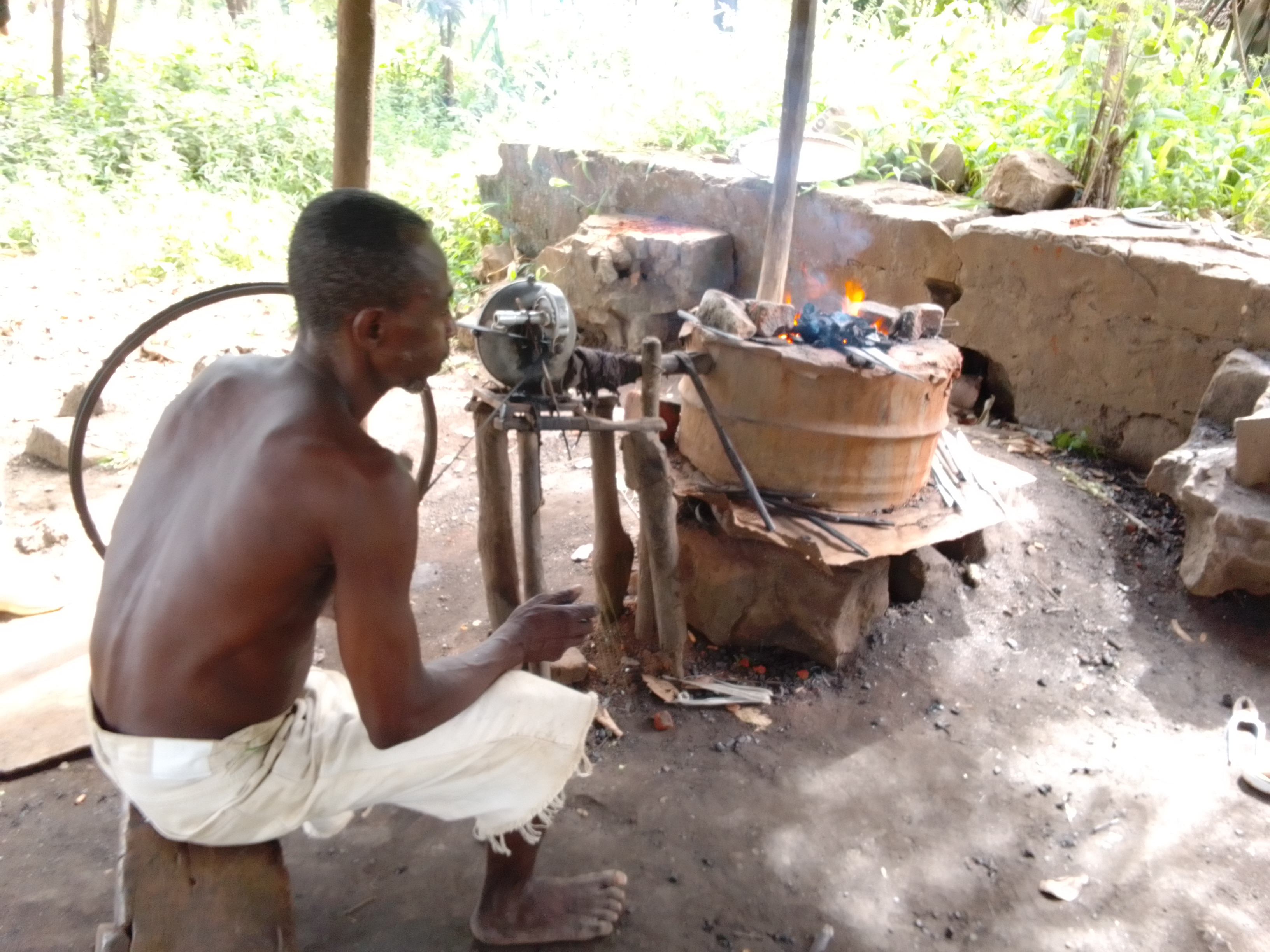
forgeron de Sadjoavato

Mais Sadjoavato se démarque des autres commune rurales par la présence des forgerons qui confectionnent de façon artisanale les outils agricoles comme le traditionnel angady (pelle), les grands couteaux appelé localement mesobe"(Messoubé ) utilisé aussi bien dans les champs que dans la vie quotidienne, du gôro ou coupe-coupe indispensable dans les travaux des champs, des faucilles (mesom-bary).Ils fabriquent aussi la Charette qui est un élément incontournable dans le transport en brousse, des socs de charrue
Sur le plan commercial, Il y a un marché (tsena) tous les mardis à Sadjoavato. Les habitants des villages aux alentours viennent à Sadjoavato pour vendre et acheter des produits.

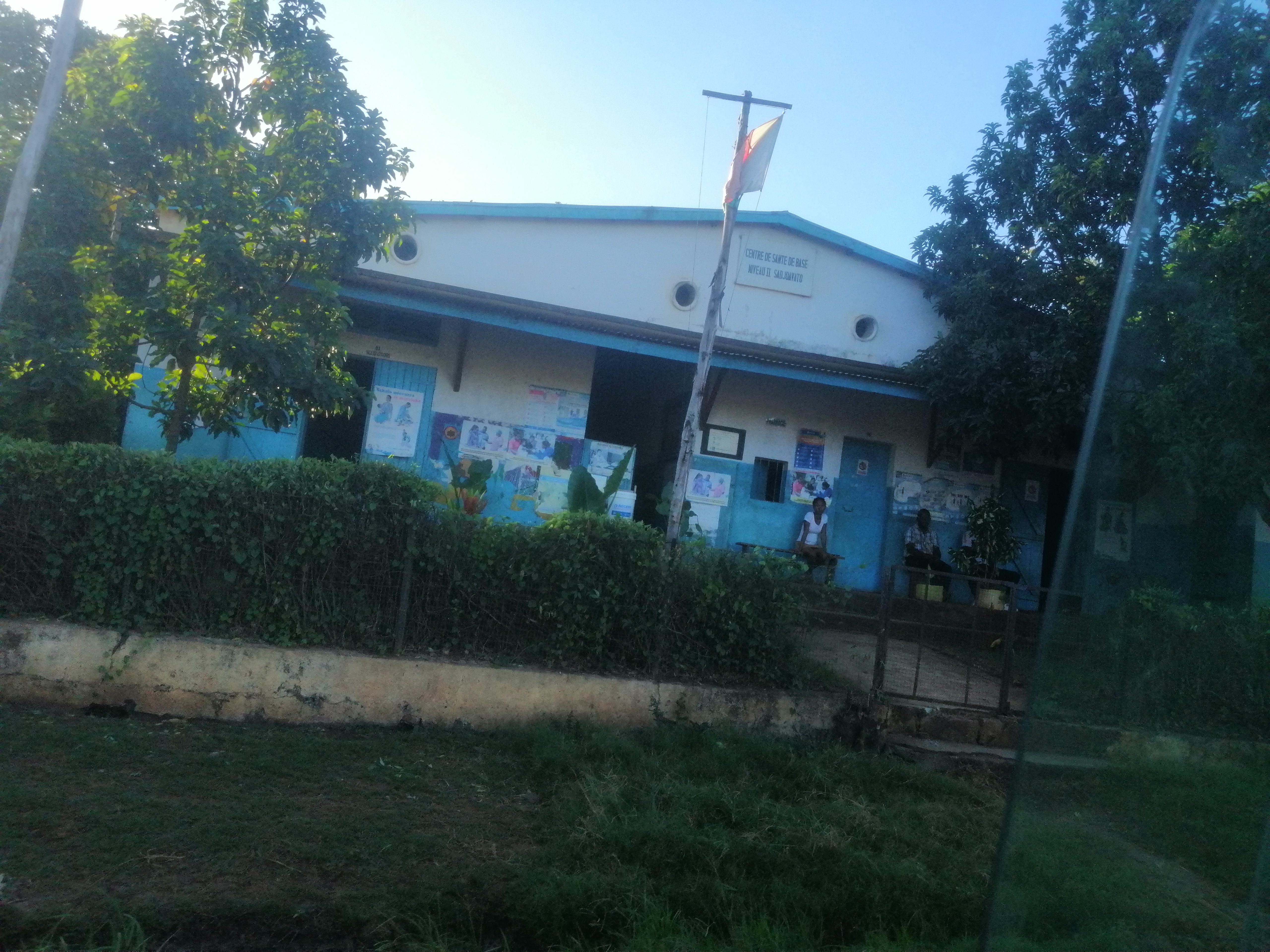
hôpital Sadjoavato _Antsiranana II Madagascar

## Démographie
La population est estimée à 7 600 habitants, en 2001.